# Richard Thompson (músic)
Richard John Thompson (Notting Hill, Londres; 3 d'abril de 1949), és un cantant, compositor i guitarrista anglès. Va fer el seu debut d'artista d'enregistrament com a membre de Fairport Convention al setembre de 1967.
Thompson va ser guardonat amb el Premi Orville H. Gibson al millor guitarrista acústic l'any 1991 i les seves composicions li han valgut un Premi Ivor Novello. El 2006 va rebre un premi a la trajectòria de BBC Radio. Molts músics han usat les seves composicions. Thompson va ser nomenat Oficial de l'Ordre de l'Imperi Britànic (OBE) el 2011 pels seus serveis a la música. El 5 de juliol de 2011, la Universitat d'Aberdeen li va atorgar el títol Doctor honoris causa.

## Biografia
Va néixer a Ladbroke Crescent, Notting Hill. El seu pare era un detectiu de Scotland Yard i un guitarrista aficionat; altres membres de la família també s'havien dedicat a la música professionalment. Mentre assistia a William Ellis School a Highgate, va formar el seu primer grup, "Emil and the Detectius" (anomenat així per un llibre i una pel·lícula del mateix nom), amb el seu company de classe Hugh Cornwell, més tard vocalista i guitarrista de The Stranglers, al baix.
Com molts músics de la seva generació, Thompson va abraçar la música rock a una edat primerenca; també va estar influenciat pel jazz del seu pare i la col·lecció de discos de música escocesa tradicional.
A l'edat de 18 anys, Thompson va començar a tocar amb la nova banda Fairport Convention. El so de la seva guitarra va cridar l'atenció del productor nord-americà Joe Boyd. En gran part per la força de la interpretació de Thompson, Boyd els va contractar a través de la seva companyia de producció i gestió de Witchseason.
El 12 de Maig de 1969, entre la gravació i el llançament de l'àlbum Unhalfbricking, la furgoneta es va estavellar a la autopista M1 de camí a casa des d'un concert a Mothers un club en Birmingham, on van morir el bateria Martin Lamble, de 19 anys, i la parella de Thompson, Jeannie Franklyn. La resta de la banda va patir lesions de diversa gravetat.

Al gener de 1971, Thompson va anunciar que deixava Fairport Convention. La seva decisió va poder haver estat instintiva, en lloc d'un moviment professional calculat:
Vaig deixar Fairport per una reacció visceral i no sabia realment el que estava fent, excepte escriure. Estava escrivint coses que semblaven interessants i vaig pensar que seria divertit fer un disc. Al mateix temps, en els 70-71, estava fent un munt de sessions com una forma d'evitar qualsevol idea seriosa sobre una carrera.
L'abril del 1972 va llançar el seu primer àlbum en solitari, Henry the Human Fly, gravant amb Sandy Denny, Pat Donaldson, Sue Draheim, John Kirkpatrick, Barry Dransfield, Ashley Hutchings, Linda Peters, Andy Roberts i altres. L'àlbum no es va vendre tant com esperava i va ser criticat per la premsa, especialment la influent revista Melody Maker. Amb el temps l'àlbum ha arribat a ser més respectat, però en aquell moment la resposta dels crítics va perjudicar tant a Thompson com a la seva carrera.

## Breu discografia
- I Want to See the Bright Lights Tonight (1974)
- Hokey Pokey (1975)
- Pour Down Like Silver (1975)
- First Light (1978)
- Sunnyvista (1979)
- Strict Tempo! (1981)
- Shoot Out the Lights (1982)
- Hand of Kindness (1983)
- Across a Crowded Room (1985)
- Daring Adventures (1986)
- Amnesia (1988)
- Rumor and Sigh (1991)
- Mirror Blue (1994)
- You? Me? Us? (1996)
- Mock Tudor (1999)
- The Old Kit Bag (2003)
- Front Parlour Ballads (2005)
- 1000 Years of Popular Music (2006)
- Sweet Warrior (2007)
- Dream Attic (2010)
- Cabaret of Souls (2012)
- Electric (2013)
- Acoustic Classics (2014)
- Still (2015)
- Acoustic Classics II (2017)
- Acoustic Rarities (2017)